# Gescom
Pour son premier album, voir Gescom (maxi).
Gescom est un groupe de musique électronique basé au Royaume-Uni et étroitement associé au groupe Autechre.

## Nom
L'origine du nom Gescom n'est pas connue. Les explications les plus répandues en font un acronyme : GEStalt COMmunications, parfois Global Engineering System COMponents.

## Membres
Sean Booth décrit Gescom comme un projet impliquant 20 à 30 personnes. Cependant, comme les albums sont anonymes, la liste exacte des membres n'est pas connue avec précision.
- Le premier album d'Autechre, Incunabula, porte la mention « Gescom "pleasure is our business" » imprimé au dos et remercie « Darrell Fitton 4 Gescom ».
- Le maxi Gescom décrit ses « conspirateurs » comme étant Sean Booth et Rob Brown (alias Autechre), Darrell Fitton (alias Bola), Rob Hall (de Skam) et Daniel 72 (musicien et designer de Manchester).
- Le maxi Gescom 2 crédite Sean Booth et Rob Brown (alias Autechre), et Andy Maddocks (de Skam) comme « conspirateurs ».
- Le maxi Key Nell déclare simplement « Conceived & secreted by Gescom ».
- Le maxi Keynell précise « Conceived & secreted by Gescom. Additional nurturing & care from Autechre ».
- Le maxi This crédite les remixes à Ae (Autechre) et Velocity Kendall.
- Le maxi That les crédite à Tara, Pharoid with Time Chamber, Gescom, et DC Duo's.

## Discographie
- Album :
  - 1998 : Minidisc

- EP :
  - 1994 : Gescom
  - 1995 : Gescom 2
  - 1995 : The Sounds of Machines Our Parents Used
  - 1996 : Key Nell
  - 1996 : Motor
  - 1996 : Keynell
  - 1998 : This
  - 1998 : That
  - 2003 : ISS:SA
  - 2007 : A1-D1